# 深紫伝説
「深紫伝説」（ふかむらさきでんせつ）は、ディープ・パープルの楽曲をメドレーにし、直訳による日本語の歌詞を載せた王様の楽曲。ディープ・パープルの楽曲8曲から数小節ずつを抜粋してメドレーに構成した編曲も、直訳風の日本語歌詞も、王様自身による。
1995年9月1日にファンハウスからリリースされた、この曲のCDには、通常版のほか、途中でフェイドアウトする「RADIO EDIT」、通常版に基づく「オリジナル・カラオケ」の3トラックが収録された。このCDは、王様の公式サイトでは「オリジナル」と称して「シングル」とは別に扱われており、一部のデータベースではアルバムとして扱われているが、オリコンのデータでは「シングル」として扱われており、これより後に発表された『王様の恩返し』について「初アルバム」とする新聞報道があることなどから、ここではシングルとして扱う。

## 制作と反響
もともと直訳ロックの演奏をネタとしてもっていた王様が、コンサートの打ち上げのパーティーで演奏したところ、プロデューサーの目にとまり、わずか100万円という低予算の制作費で作成したシングルであったが、結果的には25万枚を超えるヒットとなった。ヒットについて当時の王様は、「名曲も意外と変なことを歌っていたのだなという新鮮な発見があり、同世代のロックファンにアピールしたのでは」と述べていた。
1995年の第37回日本レコード大賞において、「深紫伝説」は5件与えられた企画賞のひとつに選ばれた。

## トラックリスト
いずれも訳詞と編曲は王様にクレジットされている。
| #  | タイトル                             | 作詞 | 作曲・編曲 | 時間 |
| -- | ------------------------------------ | ---- | ---------- | ---- |
| 1. | 「深紫伝説」                         |      |            | 7:03 |
| 2. | 「深紫伝説 (RADIO EDIT)」            |      |            | 3:25 |
| 3. | 「深紫伝説（オリジナル・カラオケ）」 |      |            | 7:00 |

2曲目の RADIO EDIT は、湖上の煙 まででフェイドアウトする。
メドレーにされた8曲は、登場順に以下の通り。「王様の訳詞による曲名 = 通常の日本語題/英語原題」の形で示す。
1. 高速道路の星 ＝ ハイウェイ・スター/Highway Star
2. 速さの王様＝ スピード・キング/Speed King
3. 燃えろ ＝ 紫の炎/Burn
4. 湖上の煙 ＝ スモーク・オン・ザ・ウォーター/Smoke on the Water
5. 俺の彼女は東京出身 ＝ ウーマン・フロム・トーキョー/Woman from Tokyo
6. 変わった感じの女 ＝ ストレンジ・ウーマン/Strange Kind of Woman
7. 黒い夜 ＝ ブラック・ナイト/Black Night
8. 宇宙のトラック野郎 ＝ スペース・トラッキン/Space Truckin'